# Grassenberg
Grassenberg ist ein statistischer Bezirk der Universitätsstadt Marburg im Landkreis Marburg-Biedenkopf in Hessen und gehört wie Ockershausen und Stadtwald zur westlichen Kernstadt Marburgs.
Grassenberg liegt am Marburger Rücken und schließt sich unmittelbar westlich an die Altstadt Marburgs an. Die Straße Marbacher Weg teilt den Bezirk in den eigentlichen Grassenberg im Norden und die Siedlungen an beiden Hangseiten des Dammelsbergs im Süden mit der Straße Rotenberg im äußersten Süden; seine Marbacher Verlängerung Emil-von-Behring-Straße flankiert den Bezirk mit wachsendem Abstand von Westen (beides Abschnitte der Landesstraße 3092). Nach Osten wird sein Nordteil in geringem Abstand vom Wehrdaer Weg (Teil der L 3381), der bereits zum Campusviertel gehört, flankiert.

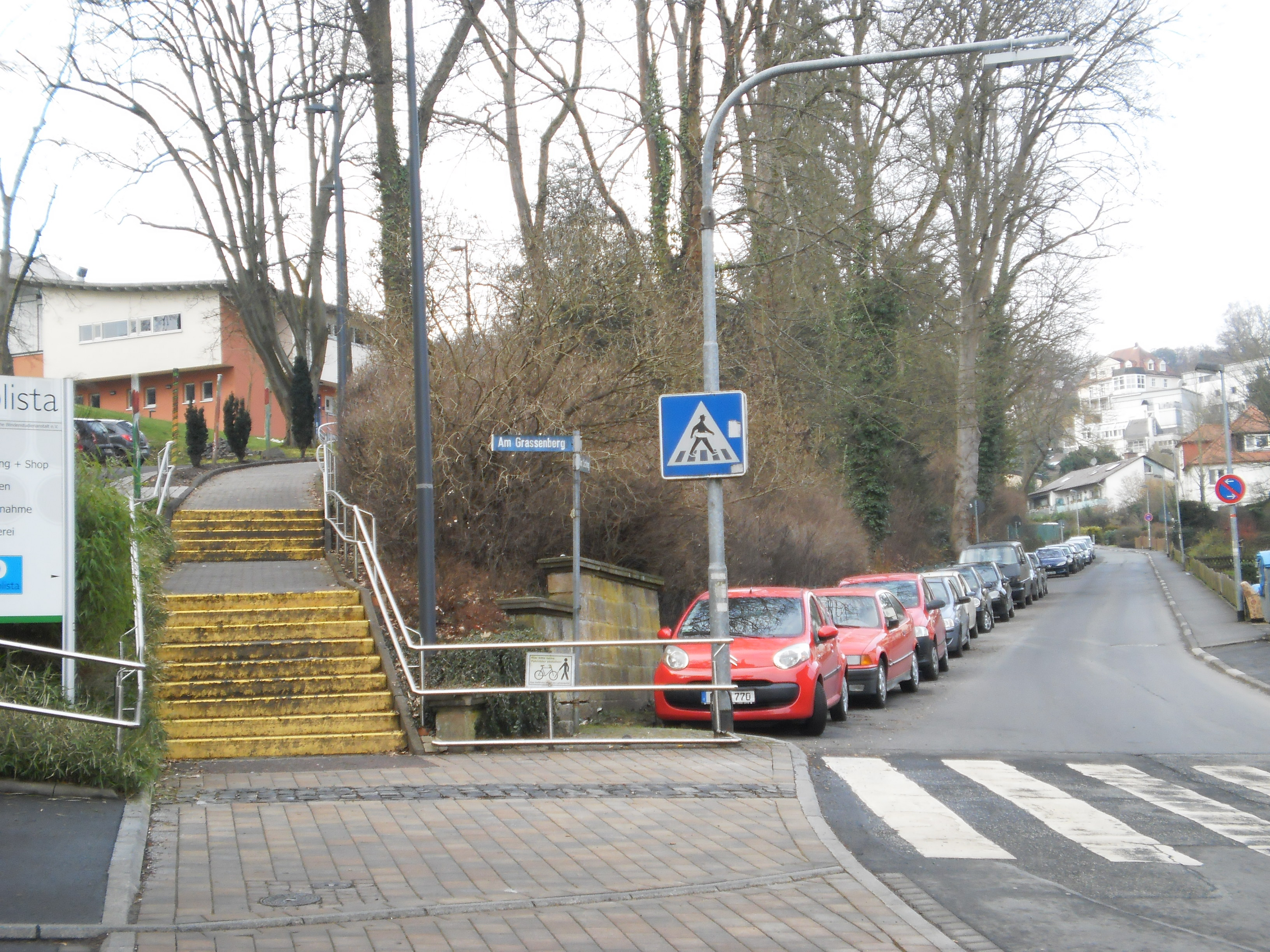
Straße Am Grassenberg und weiter aufwärts Am Schlag mit der blista

Im Ort gibt es zwei Kindertagesstätten und die Emil-von-Behring-Schule, eine Grund-, Haupt- und Realschule mit Förderstufe. Nahe dem Westende der Straße Ketzerbach, die den Marbacher Weg in der Altstadt verlängert, befindet sich der Fachbereich Pharmazie der Uni Marburg und, etwas höher, die Deutsche Blindenstudienanstalt (blista).

## Siehe auch

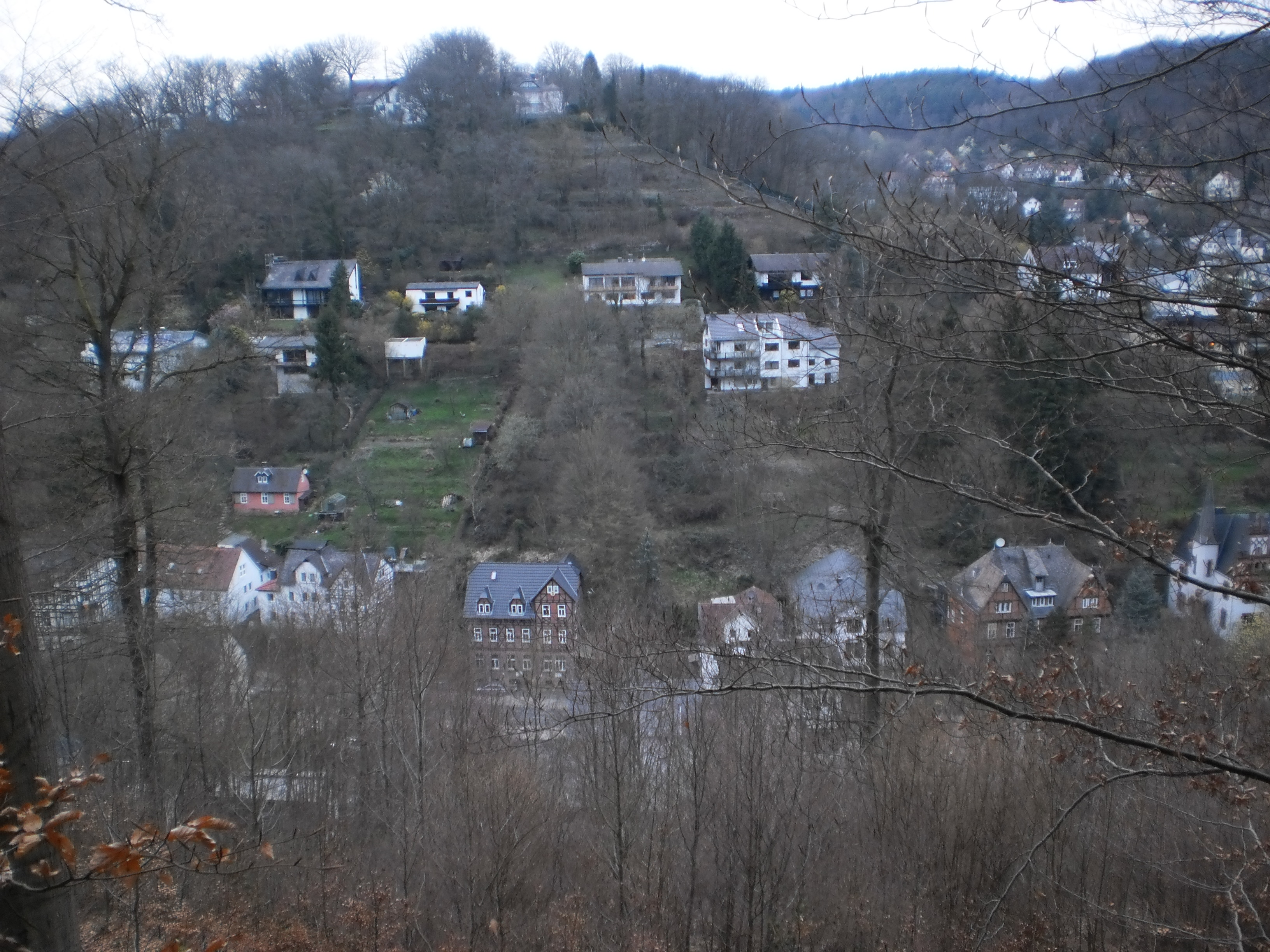
Der namensgebende Grassenberg
(oberhalb Marbarcher Weg)
nördlich des Marburger Schlosses